# Acnemia vittata
Acnemia vittata är en tvåvingeart som beskrevs av Freeman 1951. Acnemia vittata ingår i släktet Acnemia och familjen svampmyggor. Inga underarter finns listade i Catalogue of Life.